# Coyote Stark
Coyote Stark (コヨーテ・スターク Koyōte Sutāku?) (Seiyū: Rikiya Koyama) es un personaje del manga y anime Bleach. Es un Arrancar del ejército de Sōsuke Aizen, un Espada, para ser precisos, el más poderoso.

## Perfil
Stark es un Arrancar alto y desgarbado, con una media melena castaña y una pequeña perilla en el mentón, su expresión siempre parece despreocupada y perezosa al mismo tiempo y sus ojos están permanentemente entrecerrados. Viste un hakama típico de los Arrancar en la parte inferior, en la superior una chaqueta blanca abierta en el pecho en forma de dos solapas, mostrando su agujero Hollow, además posee guantes blancos, los restos de su máscara consisten de una mándibula inferior posicionada como un collar en su cuello, lleva su Zanpakutō a la cintura, cuya forma es la usual, una katana.
En sus apariciones suele mostrarse perezoso y actúa con decidía, prefiriendo echarse la siesta a actuar, mantiene una buena relación con su fracción, la Arrancar Lilynette Gingerback. A pesar de su pereza y decidía por todo lo relacionado con sus obligaciones, Stark es el Espada más poderoso de todos, como demuestra el número 1 tatuado en el dorso de su mano izquierda (sin contar a yammy el número 10 y a la vez el 0).

## Historia

### Pasado
Cuando Sōsuke Aizen lo encontró, Starrk ya era un arrancar y estaba acompañado por Lilynette Gingerback, la otra parte de su ser. Frente a él se encontraban grandes pilas de hollows que habían muerto solo por estar cerca del gran reiatsu que poseía. Cosa que entristecía a Starrk, quien ansiaba camaradas para no sentir tanta soledad. Aizen le preguntó si querría unirse a él y conocer a sus camaradas, a lo que el arrancar aceptó. Como si de una deuda se tratase, Stark se hizo la promesa de devolverle a Aizen lo que para él fuese un gran favor.
Posteriormente aparece en escena justo el instante después en que, el ser que fuese Stark, se dividió en dos, para contrarrestar su soledad; dando nacimiento a los que son ahora: Starrk y Lilynette Gingerback. Esto ocurrió antes de que Aizen lo encontrase, y hasta el momento nunca se ha mostrado la antigua apariencia que tenía. Desde entonces los dos, Stark y Lilynette, han estado juntos. Y después, acompañados por sus camaradas, los espadas, no han vuelto a recordar la soledad.

### Los Arrancar
Sus apariciones suelen ser cortas. Una de esas ocasiones es en la arrancarización de Wonderwice Margera, en donde aparece junto a otros espadas como Nnoitra Jiruga y Aaroniero Arrurueri, entre otros.

### Hueco Mundo
Starrk aparece después del secuestro de Orihime Inoue por parte de Ulquiorra Cifer y está en la reunión de Espada convocada por Sōsuke Aizen para informar de la incursión de Ichigo Kurosaki, Uryū Ishida y Yasutora Sado en Hueco Mundo. En ella se muestra molesto por la actitud ruidosa de sus compañeros y les manda callar, no se pronuncia al margen de ese hecho.
Posteriormente recibe por medio de Lilinette, su Fracción la noticia de la muerte del Noveno Espada Aaroniero Arleri a manos de Rukia Kuchiki mientras dormía la siesta y tras una cómica escena no parece mostrarse decidido a actuar.
El Espada se mantiene al margen mientras los intrusos libran combates con los otros Espada y también acata la orden de calma de Aizen cuando cuatro Capitanes del Gotei derrotan a los Espada cinco, siete y ocho (Nnoitra Jiruga, Zommari Le Roux y Szayel Aporro Granz), cuando Kenpachi Zaraki e Ichigo Kurosaki se disponen a llevar de vuelta a Orihime Starrk aparece para llevársela misteriosamente de nuevo apresencia de Aizen sin que Ichigo o Zaraki pudieran hacer nada.
Aizen encierra tras esto a los intrusos y a los Capitanes en Hueco Mundo cerrando sus Gargantas y se traslada a la ciudad de Karakura para crear la Ōken, cuando se encuentra con los restantes Capitanes del Gotei y comprueba que Karakura ha sido trasladada al Rukongai y se encuentran en una réplica de la misma, llama a Harribel, Barragán y al propio Starrk, que aparecen junto a sus Fracciones para enfrentarse a los Capitanes.

### La Batalla por Karakura
Los Capitanes planean concentrarse en Sōsuke Aizen una vez hayan acabado con los Espada, para ello Shigekuni Yamamoto-Genryūsai libera su shikai y utiliza su técnica Jōkakū Enjō para aislar a Aizen, Gin Ichimaru y Kaname Tōsen. A pesar de esto Aizen confía en la victoria de sus Espada.
En lugar de Aizen, el anciano Baraggan Louisenbairn toma el control de las fuerzas a pesar del descontento de Harribel y Lilinette y se dispone a destruir los cuatro pilares que sustentan a Karakura en la Sociedad de Almas y a la réplica en su lugar (custodiados por cuatro oficiales) enviando a varios Arrancar primitivos primero y a su Fracción después. A pesar de conseguir destruir un pilar tras tres derrotas consecutivas, el Capitán Sajin Komamura termina con Pō de un golpe.
Tras el fracaso de parte de la Fracción de Baraggan Louisenbairn al intentar destruir los pilares, Starrk aparta a Lilinette y tras mostrarse perezoso se enfrenta a Shunsui Kyōraku. Tras unos compases de tanteo, Stark termina por mostrarle su rango de Primer Espada a su adversario, haciendo que la batalla gane en intensidad; tras unas cuantas estocadas ambos contrincantes empiezan a tomar en serio la batalla, cuando el espada le corta el sombrero éste le dice que se siente sorprendido por la forma de pelear del Espada, a lo que Stark le dice que él se sorprende más, al ver que después de pelear tanto a él no se le haya caído el sombrero ni el kimono.
Habiéndose mantenido en lo que parece una pelea tranquila y bastante equitativa con Shunsui Kyōraku, Starrk observa a la distancia los bankai de Suì-Fēng y Hitsugaya respectivamente, preguntándole a su oponente si el posee un bankai tan poderoso igualmente, después de responderle de manera un tanto vaga, Starrk le dice que quiere ver su bankai, ocasionando que Shunsui se muestre serio quitándose su habitual kimono, al mismo tiempo que el capitán libera su shikai, el arrancar libera su resurrección en compañía con Lilynette; después de que el espada muestra su verdadera forma y pone en aprietos a Shunsui, Ukitake logra salvar a su amigo de un cero con ayuda de su shikai ante el asombro del espada. Tras la aparición de Wonderwiss, que ataca a Ukitake y distrae a Shunshui le dispara un Cero. Ambos capitanes son derrotados.
Con la llegada de los Vizards, Rose y Love se enfrentan a él. No empiezan a luchar hasta que Baraggan es derrotado y Love aprovecha para atacar con su shikai, derribando a Starrk. El espada piensa en retirarse pero Lilynette lo convence para seguir luchado. Volviendo al combate con Love desaparece tras recibir otro golpe, volviendo a aparecer junto con una manada de lobos, que atacan a Love y a Rose. Estos lobos no son ceros sino pequeñas partes de Starrk y Lilynette. Después de hablar con ellos una espada atraviesa el corazón de Starrk.
Resulta ser Kyoraku con su shikai Katen Kyokotsu y su técnica kageoni que le permite atacar a quien pise su sombra. Starrk crea una espada con su reiatsu y ataca. Kyoraku usa entonces irooni, explicando que si se turnaran para elegir un color y cuanto más lo lleve alguien más daño producirán los ataques hacia el (e inversa). Elige gris y atraviesa el brazo de Stark. El Espada recuerda cuando era un hollow y estaba solo. Elige el color blanco (haori de Kyoraku) y le hiere. Recuerda que él de hollow envidiaba a los débiles por hacerse compañía, y que él se dividió por la soledad. Entonces saca una segunda espada y ataca al capitán quitándole el haori, eso le deja con el hakama negro. Este color es el Kyoraku escoge y ataca al Espada hiriéndole de gravedad. En el lecho de muerte se acuerda de su pasado y pide perdón a Aizen por no devolverle el favor. Entonces muere.

## Poderes
Starrk es el Primer Espada, lo cual quiere decir que ocupa el puesto número 1 en los arrancars aun así no es el arrancar más fuerte de Hueco Mundo. Es el hollow con poderes de shinigami más poderoso del gran ejército de Aizen.
Es capaz de realizar el ataque cero, sin realizar ninguna postura especial como los demás arrancar. En su caso es de color azul, y Kyoraku observa que el Cero de Stark es más fuerte y rápido que el de los demás Espadas.
Poco más se sabe acerca de sus poderes, salvo que puede recorrer grandes distancias en apenas un instante, como demuestra al llevarse a Orihime Inoue del lugar en el que se encontraban Ichigo Kurosaki y Kenpachi Zaraki.

## Zanpakutō
Los Lobos (群狼 (ロスロボス), Rosu Robosu, lit. "Manada de Lobos") es la Zanpaku-tō de Starrk, quién no resulta ser otra que su Fracción Lilinette, ya que, como Starrk explica en su combate contra Syunsui , usualmente los Arrancar sellan su apariencia Hollow y sus poderes en sus armas, pero en su caso, como su poder es enorme, tuvo que dividirlo en dos cuerpos distintos al ser el propio Starrk y Lilynette su resultado.
Pese a ello, Starrk usa una Katana cuya guardia tiene dibujado lo que parece un sol y su mango es de color amarillo.

### Resurrección:Los Lobos
El comando de liberación es Patea, también traducido como Golpeen (蹴散らせ, Kechirase) y para llevar a cabo su resurrección necesita a Lilynette para poder liberar todo su poder.
En su estado liberado, Starrk conserva su aspecto habitual salvo ligeras diferencias, al lado derecho de su cara posee los restos de la máscara Hollow de Lilynette, mientras que su vestimenta habitual de Arrancar sufre cambios drásticos al mostrarnos como el cuello está recubierto de pelaje al igual que la zona de sus antebrazos y las tobilleras de su pantalón.
Varios cinturones de balas aparecen en torno a su cuerpo y se puede apreciar que carga consigo una pistola en cada mano.
- Pistolas: Las pistolas de Starrk tienen inteligencia propia (en realidad son Lilynette) y le permiten disparar Ceros mucho más deprisa y con mucho más poder que en su forma sellada. Al enfrentarse a Syunsui Kyōraku este comento que la pistola derecha era más poderosa y que necesita recargarse en la funda tras cada disparo, en tanto la izquierda era más rápida, si bien más débil, no obstante Starrk lo desmintió por lo que se podría suponer que la potencia y velocidad de sus armas responde a sus deseos. Al mismo tiempo, cuando Lilynette decidió tomar el control y pelear “por su cuenta”, la velocidad y la potencia de los Ceros cambio, haciéndose más débiles que cuando disparaba Starrk.
- Cero Metralleta (セロ・メトラジェッタ, Sero Metorajetta, lit. "Fogonazo de Munición Infinita de Hollow"): Con esta técnica, Starrk dispara ráfagas de Cero de manera continua con la pistola de la derecha. Para aumentar más su peligrosidad, puede cambiar la trayectoria de los disparos con suma facilidad. Se desconoce si puede usar esta misma técnica con la pistola de la izquierda.
- Jauría de Lobos: En referencia al nombre de su Zanpaku-tō, Los Lobos, Starrk puede invocar una jauría de lobos. Estos lobos son controlados por Starrk y pueden atacar al enemigo con mordiscos. Después de un mordisco, los Lobos generan una explosión o erupción de poder y tamaño variado comparable a la de un Cero. Aparentemente, Starrk puede convocar un número ilimitado de Lobos, lo que resulta abrumador para sus adversarios. Estos son fragmentos del alma de Starrk y Lilynette, de la que son capaces de partir y tomar control. Love Aikawa observa que son como llamas, puesto que por más que se los corte en pedazos, estos siguen atacando sin pausa. Al parecer, Lilynette está en el control del cuerpo de Starrk, mientras que Starrk controla a Los Lobos. Esta habilidad podría explicar porque la energía de Starrk está sellada en Lilynette, y por qué se separó en dos cuerpos cuando se transformó en Arrancar.
- Colmillo (コルミージョ, Korumījo): Starrk puede convocar unas espadas que nacen de sus bandoleras. Tiene la forma de katanas comunes echas de energía con guardia en forma de rombo y la punta del filo más ancho. Estas puede usarlas para cualquier tipo de combate cerrado. Solo se lo ha visto emplearlas en una lucha "Doble" contra la Zanpaku-tō doble de Syunsui. Como las convoca luego de la liberación de Lobos, hace pensar que son fragmentos de su alma y de la de Lilynette.

## Fracción
Sólo se conoce que tenga una subordinada directa bajo su mando y es la Arrancar Lillynette Gingerback, con la que mantiene una buena relación, Lilynette es traviesa y activa, todo lo contrario que Stark. Esto les lleva a tener cómicos encontronazos.
- Datos: Q15114245